# 영신여자고등학교 (서울)
영신여자고등학교(永信女子高等學校)는 대한민국 서울특별시 노원구 중계동에 있는 사립 고등학교이다.

## 학교 연혁
- 1987년 5월 8일 : 초대 김창인 이사장 취임
- 1987년 12월 3일 : 학교법인 영신학원 설립
- 1988년 3월 1일 : 영신여자고등학교 개교
- 1988년 3월 3일 : 영신여자고등학교 제1회 입학식 고종성 교장 취임
- 1988년 12월 30일 : 광성관 준공 2,543m2(769.43평) 4층 특별교실 28실
- 1991년 2월 8일 : 영신여자고등학교 제1회 졸업식
- 1993년 8월 11일 : 보통교실 2,434m2(737평) 5층 15교실 및 강당 934m2(283평) 준공
- 1995년 7월 19일 : 광성관 556.77m2(168평) 증축
- 1996년 10월 23일 : 은성관 1,393m2(421평), 5층 10교실 준공
- 2002년 7월 20일 : 진성관 1,962.32m2(593.6평), 4층 16교실 준공
- 2008년 11월 3일 : 제3대 김창인 이사장 취임
- 2010년 10월 18일 : 지성관(정보도서관) 준공 (4층)
- 2016년 2월 4일 : 제26회 졸업식
- 2018년 1월 12일 : 예성관(체육관) 준공
- 2021년 3월 1일 : 영신여자고등학교 제11대 김요한 교장 취임
- 2022년 3월 2일 : 제35회 입학식

## 근접한 학교
- 영신간호비즈니스고등학교
- 대진여자고등학교
- 서울아이티고등학교
- 미래산업과학고등학교
- 중계중학교
- 중계초등학교
- 상명고등학교
- 상명중학교
- 상명초등학교
- 을지중학교
- 을지초등학교
- 원광초등학교
- 불암고등학교
- 불암초등학교
- 재현중학교
- 상계제일중학교
- 중원중학교
- 서울중원초등학교
- 서울수암초등학교
- 서울용동초등학교
- 서울청계초등학교

## 참고 자료
- 영신여자고등학교 - 한국교육학술정보원 학교알리미